# Nocloa periodita
Nocloa periodita är en fjärilsart som beskrevs av Dyar 1913. Nocloa periodita ingår i släktet Nocloa och familjen nattflyn. Inga underarter finns listade i Catalogue of Life.